# Rosa subsect. Caninae
La subsección Caninae es una de varias de la sección Caninae en el género Rosa. Incluye Rosa canina, comúnmente conocida como rosa silvestre, 

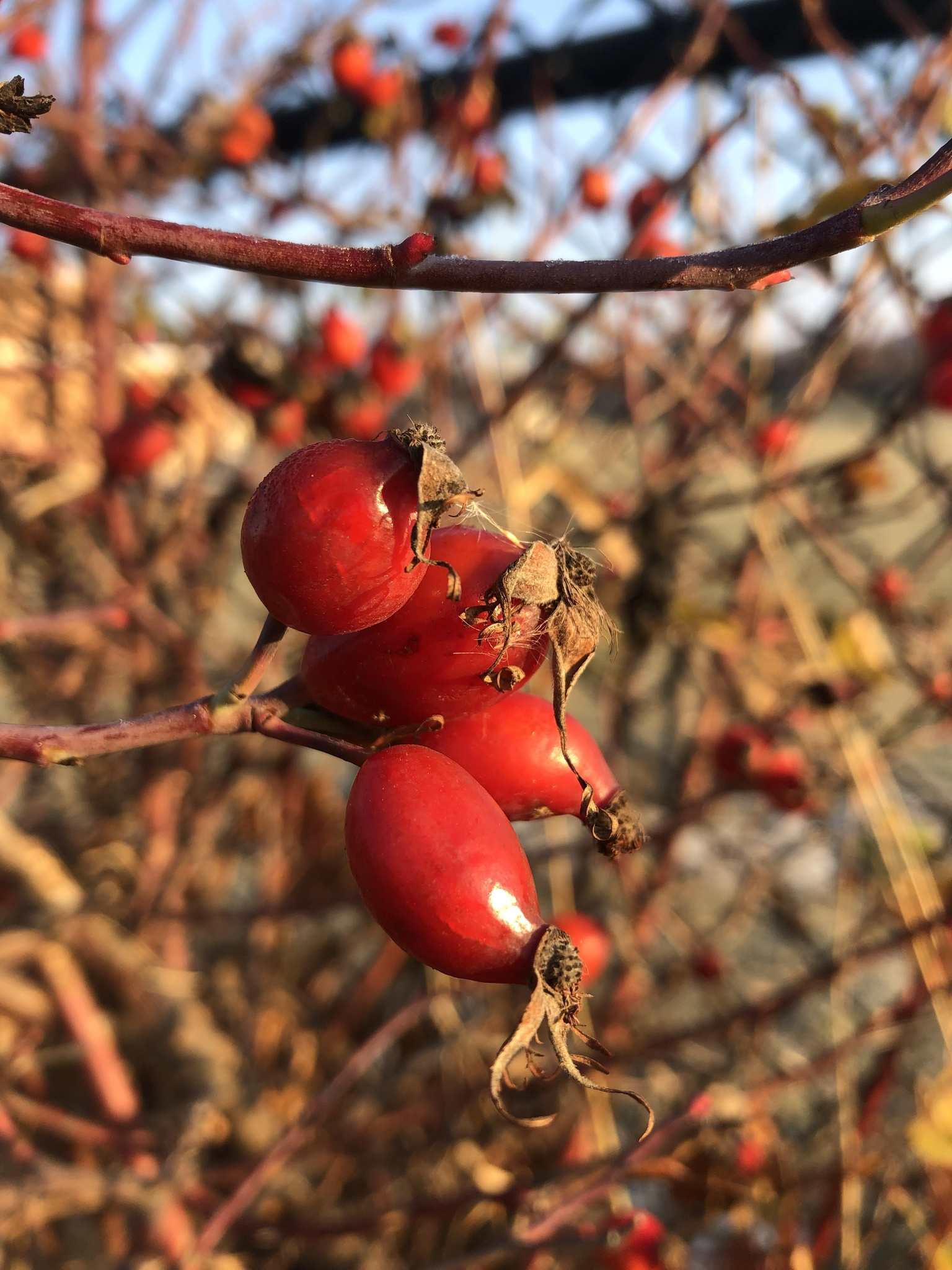
Rosa canina.